# 列夫斯基峰
62°39′47.7″S 60°07′03″W / 62.663250°S 60.11750°W

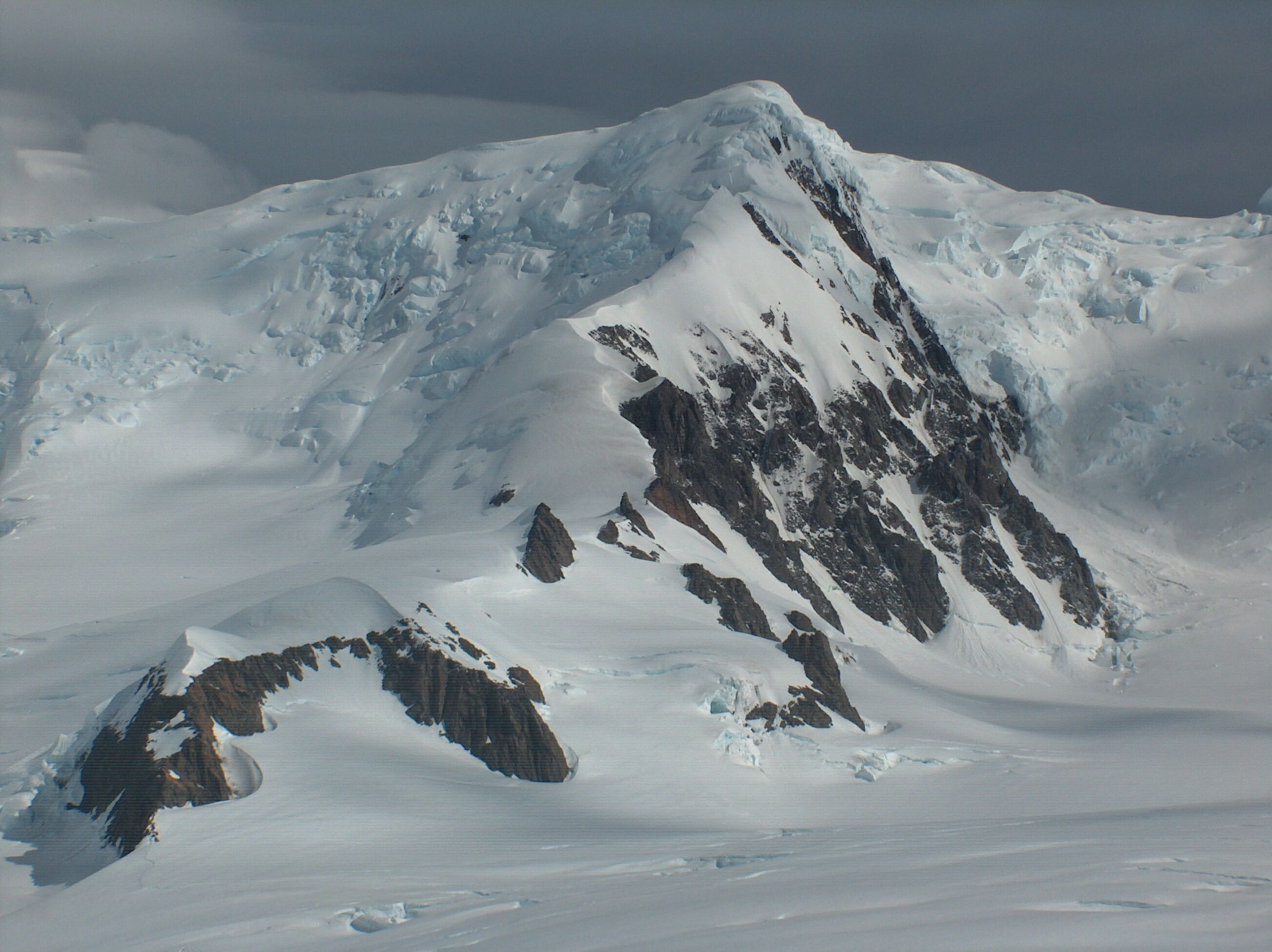

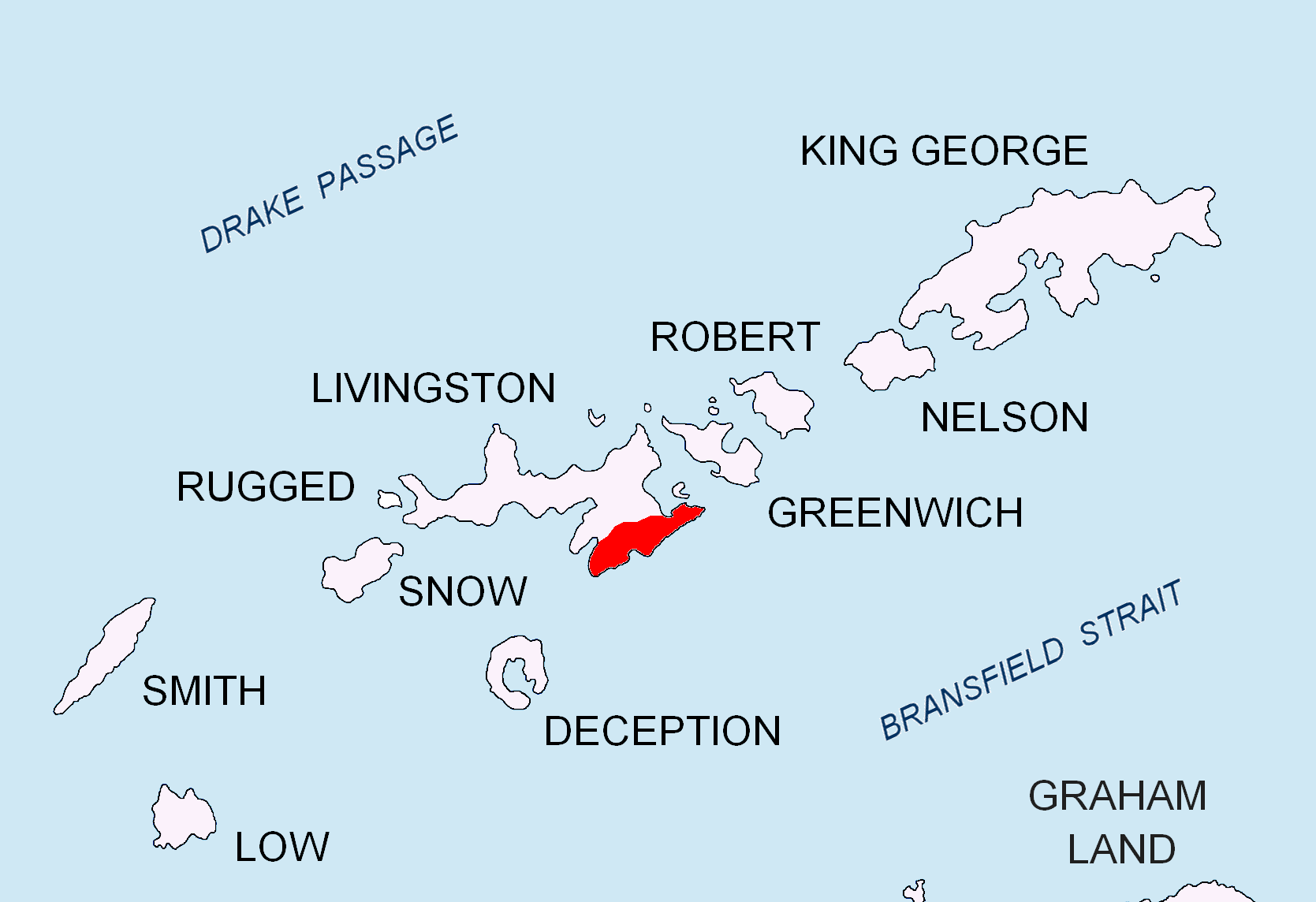

列夫斯基峰是南極洲的山峰，位於南設得蘭群島的利文斯頓島，屬於騰格里山脈的一部分，是列夫斯基嶺的最西端，海拔高度約1,430米，該山峰以保加利亞民族英雄命名。

## 外部連結
- SCAR Composite Antarctic Gazetteer（页面存档备份，存于）